# Petar Rajič
Petar Rajič (Toronto, 12 giugno 1959) è un arcivescovo cattolico bosniaco, dall'11 marzo 2024 nunzio apostolico in Italia e nella Repubblica di San Marino.

## Biografia
Nasce in Canada da genitori bosniaci di etnia croata.

### Formazione e ministero sacerdotale
Il 29 giugno 1987 è ordinato presbitero, incardinandosi nella diocesi di Trebinje e Marcana, la diocesi di origine dei suoi genitori, dopo aver frequentato il seminario a Sarajevo. In seguito entra nel servizio diplomatico della Santa Sede e consegue la laurea in diritto canonico alla Pontificia Università Lateranense.
Dal 1993 presta la propria opera per varie rappresentanze pontificie in Iran e in Lituania e infine per la sezione degli affari generali della Segreteria di Stato della Santa Sede.

### Ministero episcopale
Il 2 dicembre 2009 viene nominato arcivescovo titolare di Sarsenterum con l'incarico di nunzio apostolico in Kuwait, Bahrein e Qatar e di delegato apostolico nella Penisola arabica.
Riceve la consacrazione episcopale il 23 gennaio 2010 a Mostar dal cardinale Tarcisio Bertone, co-consacranti il cardinale Vinko Puljić, arcivescovo di Sarajevo, e Ratko Perić, vescovo di Mostar-Duvno. La scelta di Mostar come luogo di consacrazione è stata considerata simbolica perché la città era ancora divisa tra musulmani e cristiani e Petar Rajič era stato nominato nunzio in paesi musulmani. 
Il 27 marzo 2010 è destinato anche alle nunziature in Yemen e negli Emirati Arabi Uniti.
Il 15 giugno 2015 papa Francesco lo nomina nunzio apostolico in Angola e São Tomé e Príncipe. In Angola ha lavorato a un accordo quadro tra la Santa Sede e il paese africano, vertente soprattutto sulle trasmissioni dell'emittente cattolica Radio Ecclesia e sullo stato del santuario di Muxima. Per molti anni le trasmissioni di Radio Ecclesia, che riportavano fatti sgraditi al governo, soprattutto sulla guerra civile nella provincia di Cabinda, erano state autorizzate solo nella zona della capitale. L'accordo quadro è stato il primo passo per il riconoscimento da parte dello stato della personalità giuridica della Chiesa cattolica, avvenuto nel 2019.
Il 15 giugno 2019 è trasferito alla nunziatura apostolica in Lituania. Il 6 agosto successivo viene nominato anche nunzio apostolico in Estonia e Lettonia.
L'11 marzo 2024 papa Francesco lo nomina nunzio apostolico in Italia e nella Repubblica di San Marino, succedendo così al cardinale Emil Paul Tscherrig, ritiratosi per raggiunti limiti di età.

## Genealogia episcopale e successione apostolica
La genealogia episcopale è:
- Cardinale Scipione Rebiba
- Cardinale Giulio Antonio Santori
- Cardinale Girolamo Bernerio, O.P.
- Arcivescovo Galeazzo Sanvitale
- Cardinale Ludovico Ludovisi
- Cardinale Luigi Caetani
- Cardinale Ulderico Carpegna
- Cardinale Paluzzo Paluzzi Altieri degli Albertoni
- Papa Benedetto XIII
- Papa Benedetto XIV
- Cardinale Enrico Enriquez
- Arcivescovo Manuel Quintano Bonifaz
- Cardinale Buenaventura Córdoba Espinosa de la Cerda
- Cardinale Giuseppe Maria Doria Pamphilj
- Papa Pio VIII
- Papa Pio IX
- Cardinale Gustav Adolf von Hohenlohe-Schillingsfürst
- Arcivescovo Salvatore Magnasco
- Cardinale Gaetano Alimonda
- Cardinale Agostino Richelmy
- Vescovo Giuseppe Castelli
- Vescovo Gaudenzio Binaschi
- Arcivescovo Albino Mensa
- Cardinale Tarcisio Bertone, S.D.B.
- Arcivescovo Petar Rajič

La successione apostolica è:
- Vescovo Leopoldo Ndakalako (2019)